# 李仁德
李仁德（?—?），杭州人，北宋外戚，宋仁宗的外祖父。
李仁德是李延嗣之子，官至左班殿直。其妻董氏，其女李氏为刘皇后宫人，为宋真宗生子宋仁宗。宋仁宗天圣十年（1032年）三月初四日，詔贈左班殿直李仁德为崇州防禦使，董氏为高平郡太君。李仁德后贈泰宁军节度使兼中書令。景祐三年（1036年）七月初五日，李仁德之子澤州團練使李用和上言：「准修玉牒所取索莊懿皇太后二代封贈。」詔加贈父李仁德为尚書令兼中書令，越國太夫人董氏为陳國太夫人。李仁德后贈太師、開府儀同三司、越國公。宋哲宗元祐元年（1086年）閏二月二十二日，朝廷听從泰寧軍節度觀察留後李珣等所奏，特追封李仁德京兆郡王。 